# Морілес
Морілес (ісп. Moriles) — муніципалітет в Іспанії, у складі автономної спільноти Андалусія, у провінції Кордова. Населення — 3950 осіб (2010).
Муніципалітет розташований на відстані близько 340 км на південь від Мадрида, 55 км на південь від Кордови.

## Демографія
Динаміка населення (INE ):